# 우청구

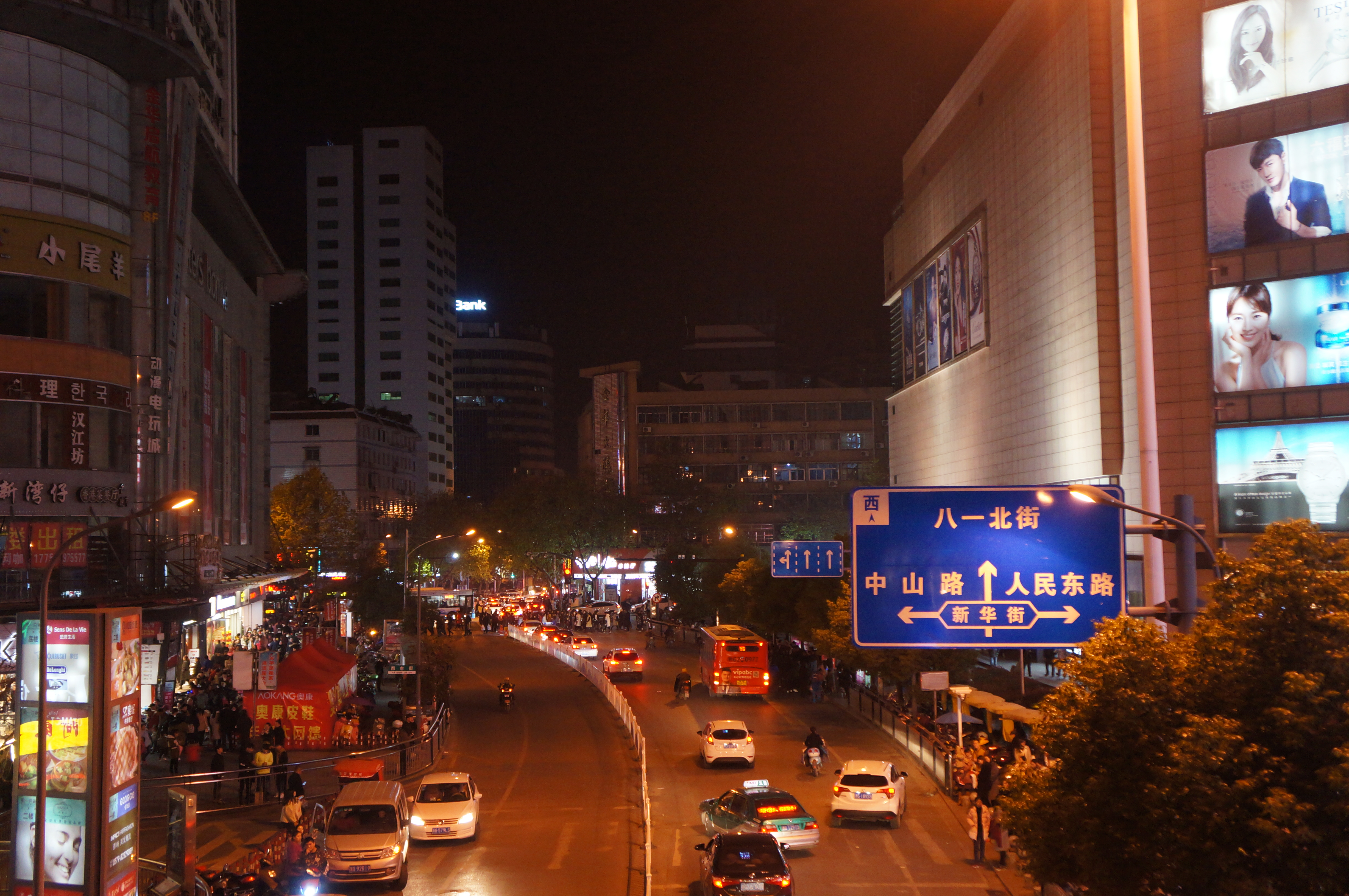

우청구(한국어: 무성구, 중국어: 婺城区, 병음: Wùchéng Qū)는 중화인민공화국 저장성 진화시의 현급 행정구역이다. 넓이는 1388km2이고, 인구는 2007년 기준으로 620,000명이다.

## 행정 구역
9개 가도, 9개 진, 9개 향을 관할한다.
- 가도: 城东街道, 城中街道, 城西街道, 城北街道, 江南街道, 西关街道, 三江街道, 秋滨街道, 新狮街道.
- 진: 罗店镇, 蒋堂镇, 汤溪镇, 罗埠镇, 雅畈镇, 琅琊镇, 洋埠镇, 安地镇, 白龙桥镇.
- 향: 苏孟乡, 竹马乡, 乾西乡, 长山乡, 莘畈乡, 箬阳乡, 沙畈乡, 塔石乡, 岭上乡.